# Bišonek
Bišonek  (jinak také Bišon nebo Bichon à poil frisé) je malé psí plemeno původem z Francie a Belgie. Bišonek je vhodný pes pro alergiky.

## Historie
Existují i zmínky, že tito psíci (barbichoni) existovali už za vlády egyptské královny Kleopatry (69–30 př. n. l.), která jich prý pár sama měla.[zdroj⁠?!] Dokazuje to i vypodobení na egyptských sarkofázích.
Odborníci[kdo?] se shodují, že nejčastěji a nejdříve se objevovali ve Středozemí. Jisté však je, že se objevovali v době renesance (14.–16. století) v Itálii, kde se stali vyhledávanými psy tamější šlechty.[zdroj⁠?!] Na přelomu 16. a 17. století byli po francouzské invazi odvezeni jako trofej do Francie. Již za vlády Františka I. (1515–1547) byli velmi populární. Ale asi největší úspěch získal bišonek v letech 1574–1589 za vlády Jindřicha III. z Valois, protože sám král byl jedním z největších obdivovatelů toho plemene. Miloval své bišonky natolik, že museli být všude s ním. Nosil je prý v košíčcích, které měl zvláště upravené, se stuhou kolem krku. Ani dámy nezůstaly pozadu. Bišonci byli bezmezně hýčkáni, opečováváni a rozmazlováni. Je možné, že zde vzniklo jejich jméno bichonne, které v překladu znamená hýčkat, krášlit. Období francouzské revoluce znamenalo pro bišonky obrovský zlom. Rázem se tito „šlechtičtí psi“ ocitli na ulici, odkázáni sami na sebe. A tak se brzy tito psi stali společníky různých kejklířu a flašinetářů, kteří v nich objevili jejich temperament pro veselé kousky. Bišonci tak celkem velmi dobře zvládli přechod z paláce na ulici. Vzestup i pád se opakoval. Když se k moci dostal Napoleonův synovec Napoleon III. (1808–1873), popularita bišonků opět stoupla.[zdroj⁠?!] Po jeho svržení se bišonek znovu stal „psem ulice“ a zůstal jím v podstatě až do počátku dvacátého století. I když jim nebyl osud příznivě nakloněn, byli bišonci všude vítáni pro jejich přirozenou inteligenci. Po první světové válce byli „znovu objeveni“. Několik nadšenců z Francie a Belgie shromáždilo z válkou zdevastovaných zemí přežívající potomky tohoto plemene a pokusilo se vypracovat chovatelský program.
Jejich snažení přineslo úspěchy: po první světové válce bišonek získal status ušlechtilého psa[zdroj⁠?!] a dnes ho jako plemeno uznávají všechny světové chovatelské organizace.